# Vanesa Lorenzo
Vanesa Lorenzo (Badalona, 7 de gener de 1977) és una model, escriptora i empresària catalana.
Va néixer a Badalona el 1977, filla de pares andalusos. Va iniciar-se en el món de la moda com a model molt jove, amb 16 anys va quedar segona en el certamen The Look of the Year per a l'agència de models Elite. Iniciada la seva carrera a Barcelona, va tenir l'oportunitat de treballar a París, i d'allà, mentre creixia la seva popularitat, va traslladar-se a Londres i, després, a Nova York, fins que va tornar a Barcelona.
Durant la seva trajectòria com a model ha desfilat a les principals passarel·les del món per a dissenyadors com Lolita Lempicka, Bluemarine i Laura Biagiotti, i ha estat imatge de destacades marques com Dior, Armani, L'Oréal, Yves Saint-Laurent o Pantene, a més d'aparèixer a les portades d'importants revistes de moda com Elle, Vogue o Cosmpolitan, o d'esports com Sports Illustrated.
Actualment està retirada de la primera línia del món de la moda i es dedica a altres activitats. Amb 18 anys va aturar la seva carrera com a model per estudiar disseny de moda a Madrid, i anys més tard va crear la seva marca sense deixar l'activitat de model i que ha mantingut després. També ha escrit i publicat dos llibres: Yoga, un estilo de vida (2016), una disciplina que practica i l'apassiona des dels 20 anys, i Crecer juntos (2021), que tracta sobre la promoció del pensament crític en la infància.
D'altra banda, ha participat en algunes produccions cinematogràfiques: dues espanyoles, Entracto (1989) i El topo y el hada (1998), i la pel·lícula italiana Fuochi d'artificio (1997) de Leonardo Pieraccioni.
En l'àmbit personal, va mantenir una relació amb el model Jordi Roselló, i actualment amb l'exfutbolista Carles Puyol, amb qui està casada i ha tingut dues filles, Manuela i Maria.